# Rublad-ordenen
Rublad-ordenen (Boraginales) er en orden inden for planteriget. Ordenens planter indeholder rosmarinsyre. Bladene er helrandede, spredte og skruestillede, og planterne er dækket med kirtelhår. Blomsterne er samlet i endestillede stande. Frugten er en spaltefrugt.
Ordenen rummer 8 familier, 150 slægter og 3.095 arter.
| Familier |

- Rublad-familien (Boraginaceae)
- Codonaceae
- Cordiaceae
- Eretia-familien (Ehreticeae)
- Heliotrop-familien (Heliotropiaceae)
- Vandblad-familien (Hydrophyllaceae)
- Namaceae
- Wellstediaceae